# Museum des Makedonischen Kampfes (Thessaloniki)

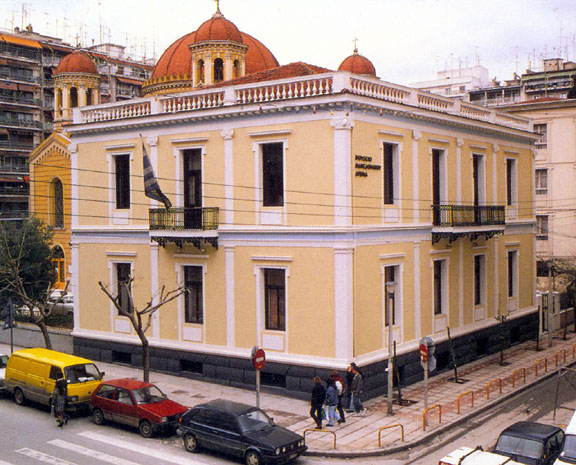
Außenansicht des Museums, daneben die Kirche

Das Museum des Makedonischen Kampfes (griechisch Μουσείο Μακεδονικού Αγώνα Θεσσαλονίκης) in Thessaloniki befindet sich in einem klassizistischen Gebäude, das 1893 nach dem Entwurf des Architekten Ernst Ziller erbaut wurde. In den sechs Sälen des Erdgeschosses wird die moderne und zeitgenössische Geschichte des griechischen Makedoniens anschaulich dargestellt. Der Besucher erhält einen Überblick über die sozialen, wirtschaftlichen, politischen und militärischen Entwicklungen, die die Präsenz des Hellenismus in der Region geformt haben. Somit erhält der Besucher die Möglichkeit, sich ein Bild über die aufständischen Bewegungen während der osmanischen Herrschaft zu machen und erfährt auch vieles über die sich schnell verändernde Gesellschaft im südlichen Balkan und ihre Bemühungen zwischen Tradition und Modernisierung ein Gleichgewicht zu finden.

## Das Gebäude
Am 23. August 1890 zerstörte ein großes Feuer die südöstlichen Viertel des Zentrums von Thessaloniki. Unter den zerstörten Gebäuden befand sich auch der bescheidene Sitz des Griechischen Generalkonsulats. Er lag neben der relativ unbekannten Kirche des Heiligen Demetrius, die ebenfalls vom Feuer zerstört wurde. Beide Gebäude und das Grundstück gehörten zum Besitz der Griechisch-Orthodoxen Gemeinde Thessalonikis.
Mit der Abfindungssumme der Versicherungsgesellschaft und dank einer Schenkung des Athener Bankiers Andreas Syngros, sowie der Hilfe der Griechischen Regierung kam schon bald eine angemessene Summe zusammen, um die Gebäude der Griechischen Gemeinde wiederaufzubauen. Zu ihnen gehörte die neue Kirche, die nun dem Heiligen Gregorius Palamas gewidmet wurde und direkt neben ihr ein wunderschönes neoklassizistisches Gebäude nach Plänen von Ernst Ziller, angemessen für einen Konsulatssitz. Aus den Gesprächen zwischen Andreas Syngros, den Führern der Griechischen Gemeinde und dem Griechischen Konsul Georgios Dokos hatte sich ergeben, dass das Konsulat auf demselben Grundstück sein sollte, um die geheime Zusammenarbeit der Gemeindemitglieder mit dem Konsulat zu gewährleisten. Im September 1892 wurde das Fundament gelegt und im August 1893 waren die Arbeiten beendet. Die Griechische Gemeinde vermietete 1894 das Gebäude dem Griechischen Staat als Sitz für das Griechische Generalkonsulat.

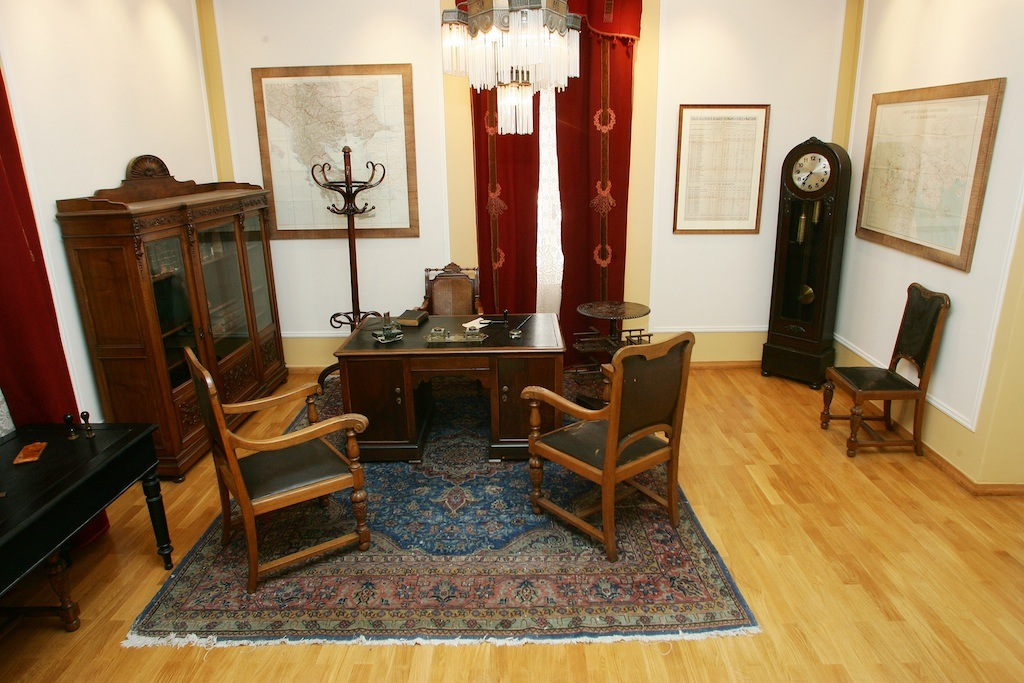
Das Büro von Lambros Koromilas

Die Amtszeit von Lambros Koromilas (1904–1907) war von immenser Bedeutung für den Makedonischen Kampf, da er den Geheimdienst für den Griechischen Kampf in Makedonien zwischen den einzelnen griechischen Konsulaten -die „Zentralen“ genannt wurden- organisierte. Die „Zentrale“ von Thessaloniki arbeitete mit den anderen „Zentralen“ in Makedonien eng zusammen und ordnete Operationen an. Sie bestand hauptsächlich aus Offizieren der griechischen Armee, die den Kontakt zu lokalen Agenten und bewaffneten Banden hielten. Außerdem hatten sie Verbindungen zu den „nationalen Komitees“, die aus Einwohnern der makedonischen Dörfer und Städte bestanden. Das Konsulatsgebäude beherbergte regelmäßig Kämpfer, die unbemerkt über den Bischofssitz durch eine Seitentür auf das Konsulatsgelände gelangten.
Die Bedeutung der Rolle des Griechischen Konsulats zu dieser Zeit wird bekräftigt durch die Aussagen der Protagonisten des Makedonischen Kampfes. Der spätere General Konstantinos Mazarakis-Ainian, der zu dieser Zeit als „spezieller Beamter“ im Konsulat arbeitete, berichtet in seinen Memoiren: „Meine Arbeit begann im Konsulat. Von morgens bis nachts arbeitete ich dort. Ich traf Menschen, die aus dem Inland kamen. Eine kleine Tür im Hof verband das Gelände mit der Kathedrale. Durch sie konnte man unbemerkt von den türkischen Wachposten vor dem Konsulat entkommen. Es war das Büro für Informationen und Hinweise über den Widerstand gegen die Bulgaren…“.
Alexandros Zannas, Nachkomme einer der bedeutendsten griechischen Familien Thessalonikis, setzte sich schon als Jugendlicher für den griechischen Nationalkampf ein. In seinen Memoiren schrieb er: „…Wir waren sehr gut befreundet mit jedem, der dort arbeitete. Normalerweise sah ich sie nahezu alle jeden Tag, da der geheime Kurierdienst in Makedonien gewöhnlich zu unserem Haus kam und mein Bruder oder ich brachten die Post zum Konsulat… Die Schreiben aus dem Inland wurden mittels diverser Eisenbahnangestellten überbracht… und Tsapoulas ausgehändigt, ein Mann aus unserem Dorf, der das Kaffeehaus gegenüber dem Bahnhof besaß. Meine Schwester, eine Grundschullehrerin, holte sie bei ihm ab und brachte sie nach Hause… Dann überbrachten wir sie dem Griechischen Konsulat…“.
Die erfolgreiche Tätigkeit von Lambros Koromilas alarmierte die Osmanischen Behörden, die 1907 seinen Abzug forderten. In den nachfolgenden Jahren setzte die „Zentrale“ nichtsdestotrotz ihre Aufgabe fort. Während der Periode der Jungtürken (1908–1912), als der nationale Kampf von politischen Vertretern geführt wurde, achtete die Griechische Interne Organisation sorgsam darauf, im Geheimen zu agieren und zeigte sich nur auserwählten Funktionären.
Der Sieg Griechenlands in den Balkankriegen (1912–1913) führte zur Union zwischen Makedonien und dem griechischen Staat. Da nun die Dienste des Konsulats nicht weiter gefragt waren, wurde das Gebäude für andere Zwecke benutzt. So war 1915 im Erdgeschoss und im Untergeschoss die „Landwirtschaftsbank von Makedonien“ untergebracht. Ab 1917 beherbergte es drei Jahre lang die „Griechische Nationalbank“, deren damalige Filiale vom großen Brand, der im gleichen Jahr im Zentrum von Thessaloniki ausbrach, zerstört worden war. Im Jahre 1923 wurde die 23. Grundschule im Gebäude untergebracht. Während der deutschen Besetzung Griechenlands (1941–1944) teilte das Rote Kreuz im Untergeschoss Nahrung an die hungernde Stadtbevölkerung aus. Das Untergeschoss diente, kurz vor Ende des griechischen Bürgerkrieges (1949), einige Monate als Arrestzelle für politische Gefangene. In den folgenden Jahrzehnten beherbergte das Gebäude eine Mädchenschule, eine Abendschule und ab 1970 die 43. Grundschule.

## Das Museum
In den 1930er Jahren entstand der Gedanke an die Gründung eines Museums für den Makedonischen Kampf. Die „Makedonische Bruderschaft“ (1940) und später die „Gesellschaft für Makedonische Studien“ spielten eine aktive Rolle bei der Gründung dieses Museums. Als nach dem schweren Erdbeben von 1978 das Gebäude als unsicher für die Unterbringung einer Schule klassiert wurde, stellte der, im Jahre 1979 in Thessaloniki gegründete, Verein der „Freunde des Museums für den Makedonischen Kampf“ an die Regierung die Anfrage, das Gebäude als Museum zu nutzen. Nach der Restaurierung des Gebäudes wurde 1980 das „Museum für den Makedonischen Kampf“ eröffnet. Offiziell wurde es 1982 eingeweiht von Konstantinos Karamanlis, dem in Makedonien geborenen Präsidenten der Hellenischen Republik und Sohn eines griechisch-makedonischen Freiheitskämpfers.
Seit 1999 wird das Museum von der „Stiftung des Museums für den Makedonischen Kampf“ geführt. In diesem Jahrhundert initiierte die Stiftung, zusätzlich zu ihrer Ausstellungs- und Publikationstätigkeit, neue Bildungsprogramme und technisch innovative Anwendungen.
Das Museum ist dienstags bis freitags von 09:00 bis 14:00 Uhr, mittwochs auch von 18:00 bis 20:00 Uhr und am Wochenende von 11:00 bis 14:30 Uhr geöffnet. Der Eintritt ist frei.

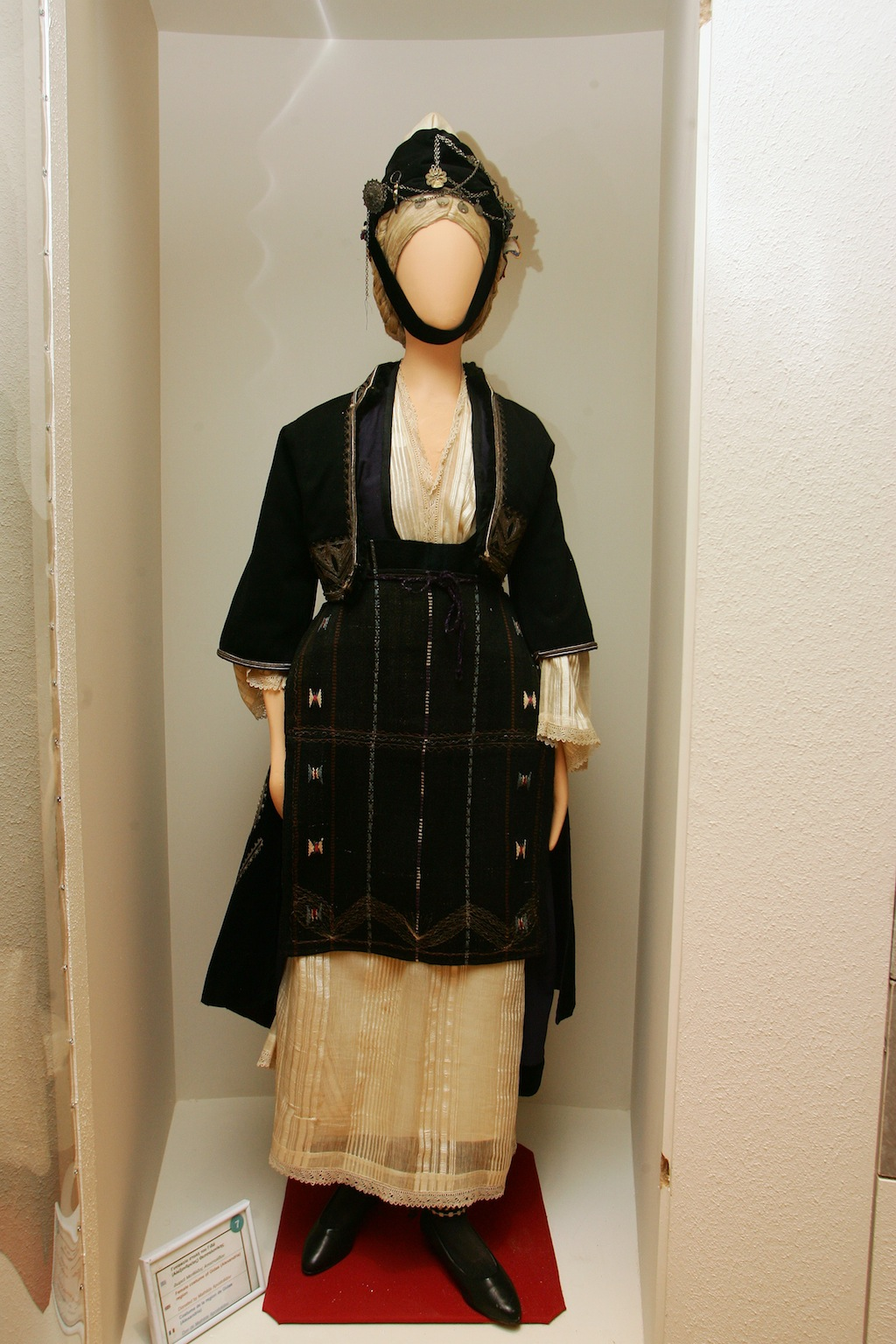
Traditionelle makedonische Tracht aus Alexandria
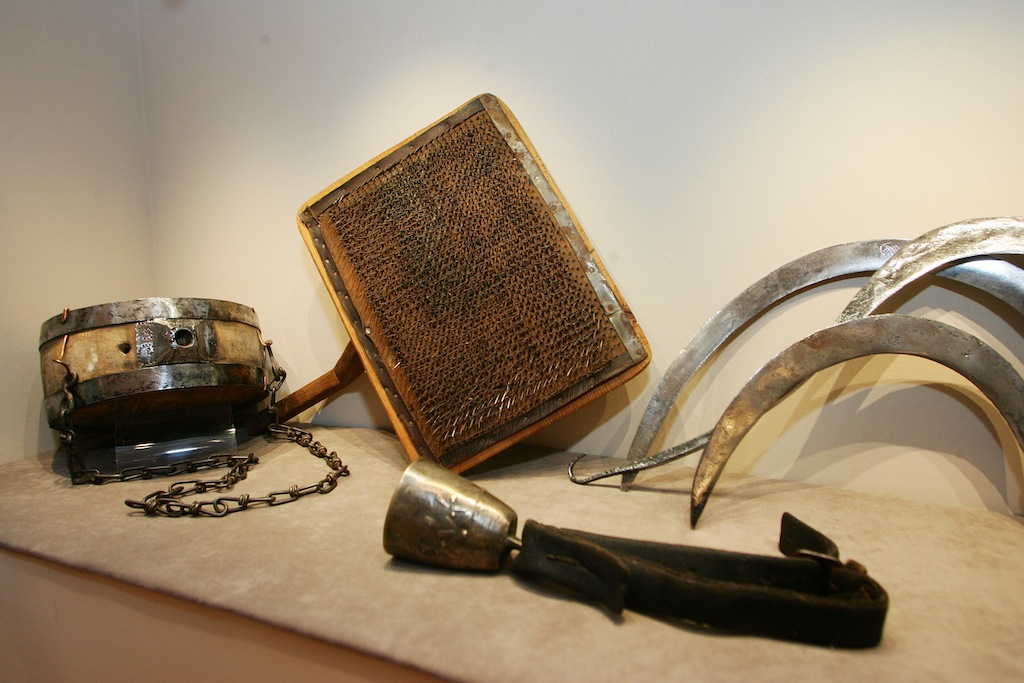
Bauernwerkzeuge
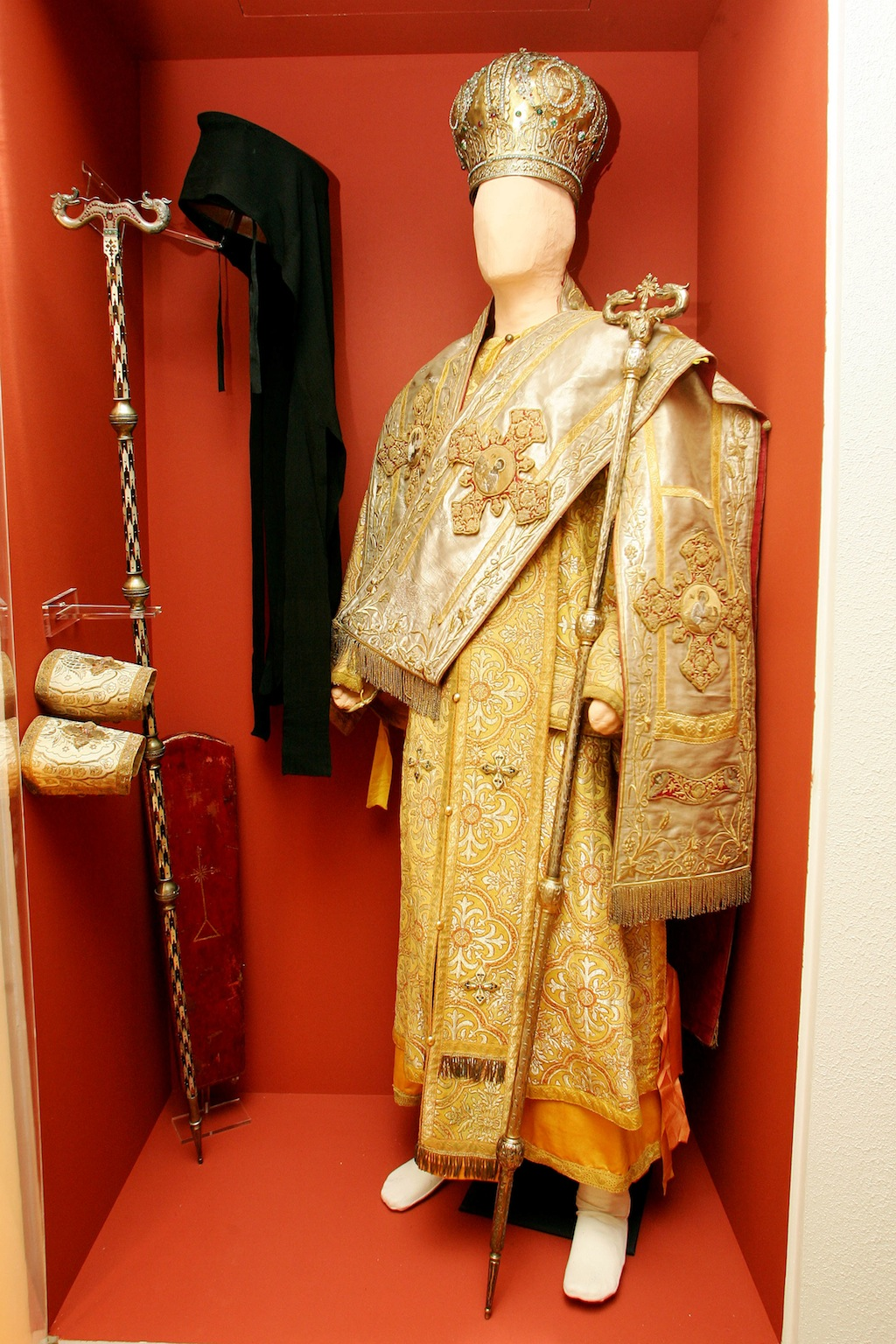
Kirchenreliquien
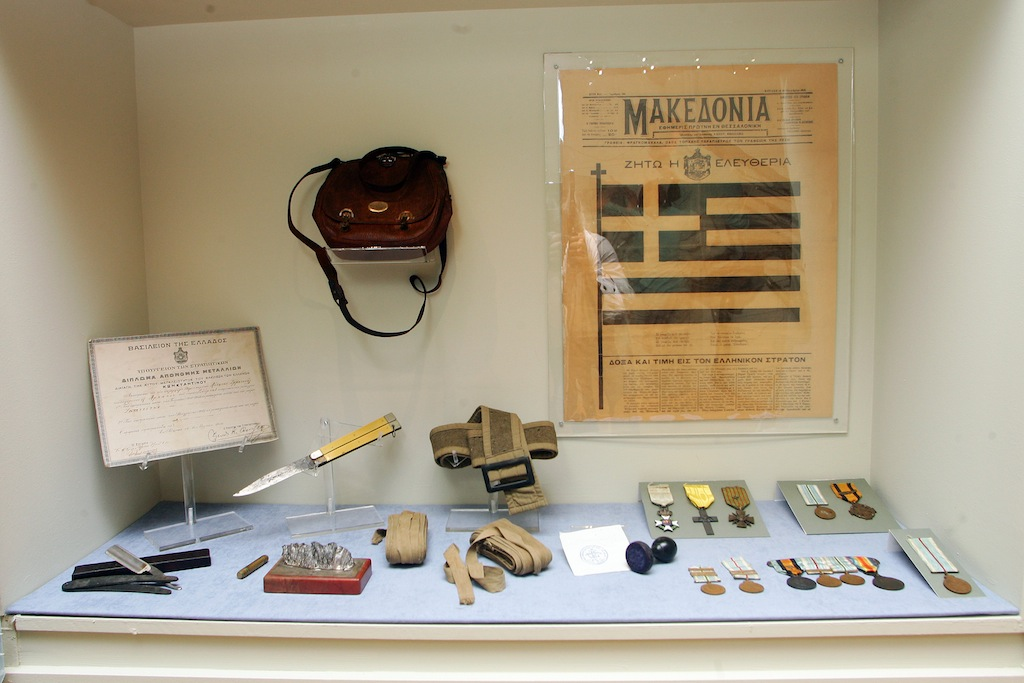
Militärausstattung und eine Ausgabe der Zeitung „ΜΑΚΕΔΟΝΙΑ“ (Makedonia)
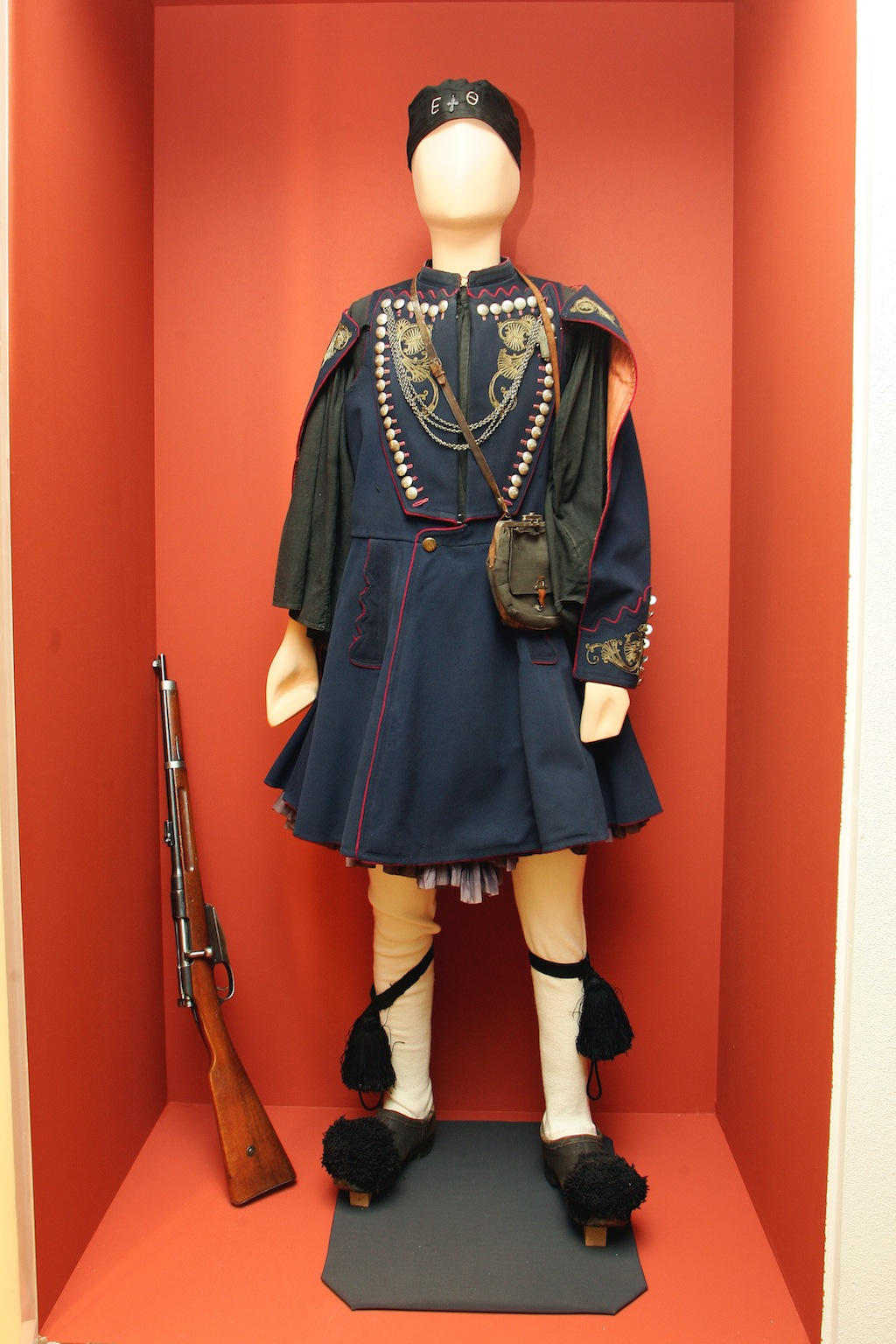
Kleidung eines griechisch-makedonischen Freiheitskämpfers (Makedonomachos)

## Die Ausstellung
Die Darstellung des historischen Hintergrunds in den ersten beiden Räumen hilft den Besuchern die unkonventionelle Natur des Makedonischen Kampfes zu begreifen. Seine diversen Aspekte, konstitutiven Elemente und Protagonisten werden in den Themeneinheiten der permanenten Ausstellung des Museums präsentiert und insbesondere in den Räumlichkeiten, die den griechisch-makedonischen Freiheitskämpfern (Makedonomachi Μακεδονομάχοι) und ihren Aktionen, dem hoch- und nachrangigen Klerus, der Schlüsselrolle des Griechischen Generalkonsulats in Thessaloniki und der symbolischen Figur von Pavlos Melas gewidmet sind. Es folgen kurze Einheiten über die Bewegung der Jungtürken (1908), die das offizielle Ende der bewaffneten Phase des Makedonischen Kampfes gegen die bulgarischen Banden kennzeichnete, und über die Balkankriege (1912–13), die die Osmanische Präsenz in Makedonien beendeten. Eine kurze Dokumentation informiert die Besucher über die späteren historischen Entwicklungen. Im Untergeschoss machen vier Dioramen die Besucher mit dem Alltagsleben in Makedonien am Anfang des 20. Jahrhunderts vertraut. Die Ausstellung im ersten Stock umfasst militärische Reliquien der Balkankriege, die der griechischen, serbischen, bulgarischen und osmanischen Armee gehörten. Die Besucher finden dort auch eine Sammlung an handgefertigten Modellen von Militärfahrzeugen und Artillerie, die die griechische Armee benutzte. Außerdem werden Dokumentarfilme zu relevanten Themen gezeigt.

## Das Forschungszentrum für Makedonische Geschichte und Dokumentation
Im Jahre 1988 gründete das Museum das Forschungszentrum für Makedonische Geschichte und Dokumentation (KEMIT), um die historischen Studien über Makedonien und die Makedonische Frage im Besonderen zu fördern. Diese Einrichtung, die über eine spezialisierte Bibliothek, digitalisierte Quellen und ausführliches Archivmaterial (national und international, öffentlich und privat) verfügt, wird sowohl von Schülern als auch Studenten genutzt. Das Archivmaterial des Zentrums umfasst eine Zeitspanne von 1770 bis 1912.
Ferner besitzt es ein Bildarchiv, das Fotos von Menschen, Städten und Dörfern Makedoniens im 19. und 20. Jahrhundert beinhaltet.